# Rozwój skrzydeł nietoperzy

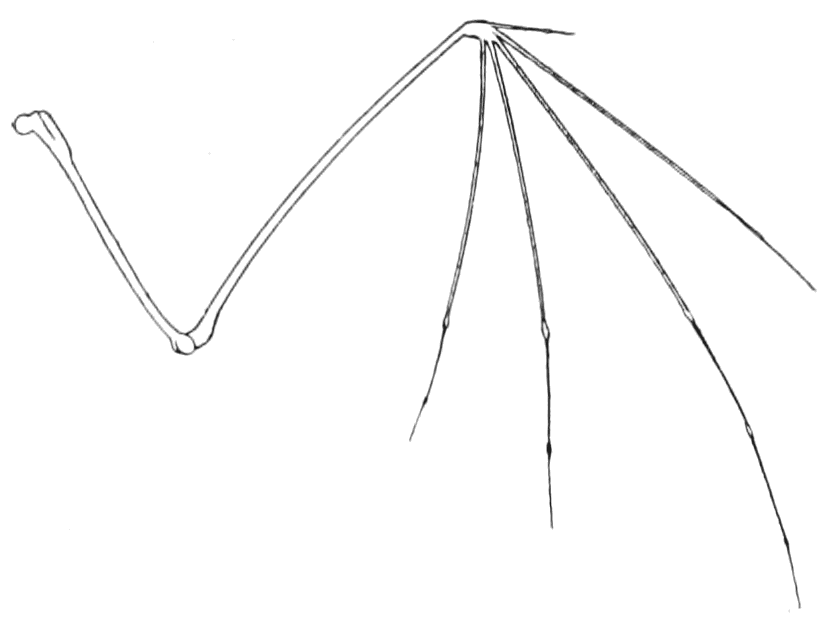
Kościec skrzydła nietoperza

Rozwój skrzydeł nietoperzy – rząd nietoperze rozwinął niespotykaną wśród innych ssaków zdolność aktywnego lotu. Skrzydła nietoperzy są jednak zmodyfikowanymi kończynami przednimi czworonogów. Jako że należą do ssaków, ich skrzydła wykazują homologie morfologiczne w budowie szkieletu z przednimi kończynami innych czworonogów. Jednak w trakcie ewolucji w ich budowie rozwinęły się daleko sięgające adaptacje, umożliwiające lot. Do adaptacji tych należy powstanie błony spajającej palce, wydłużenie kończyn przednich i redukcja grubości kości. Badania porównawcze rozwoju kończyn nietoperza i myszy zidentyfikowały czynniki genetyczne odpowiedzialne za różnice w rozwoju i ewolucji kończyn przednich u tych grup ssaków. W efekcie skrzydło nietoperza stało się wartościowym dla badań zróżnicowania kończyn modelem w biologii rozwoju.

## Rozwój kończyn
Rozwój kończyn czworonogów przebiega pod kontrolą wielu cząsteczek sygnałowych, takich jak czynniki wzrostu fibroblastów (FGF), białka morfogenetyczne kości (BMP), sonic hedgehog (SHH) i Wnt. Na dystalnym końcu kończyny leży czapeczka epidermalna (AER), miejsce kluczowe dla kształtowania sygnałów sterujących powstawaniem i różnicowaniem komórek w obrębie rozwijającej się kończyny.

## Błona między palcami
Wytworzenie się błony łączącej palce (patagium) pozwoliło zwiększyć powierzchnię nośną umożliwiającą lot. U wszystkich kręgowców na pewnym etapie rozwoju pomiędzy palcami występuje tkanka. Palce rozdzielają się dzięki miejscowej apoptozie komórek. Za proces ten odpowiadają najprawdopodobniej sygnały BMP, na co wskazuje jego ekspresja w tkance leżącej pomiędzy przyszłymi palcami, a także fakt braku apoptozy pomiędzy palcami w przypadku zablokowania sygnału BMP. Jednak u nietoperzy geny białka BMP ulegają ekspresji między palcami, a apoptoza w tych obszarach ulega represji. Wiadomo było, że aktywacja receptorów FGF powstrzymuje komórki przed wejściem na ścieżkę apoptozy. Okazało się, że jeden z genów FGF - fgf8, ulega ekspresji w leżącej między palcami tkance nietoperza, co nie ma miejsca u myszy. Wobec tego FGF mogą odgrywać pewną rolę w blokowaniu proapoptotycznego działania BMP między palcami u nietoperzy. W końcu poddanie rozwijającego się skrzydła działaniu ektopowych BMP i antagonistów FGF skutkuje apoptozą patagium.

## Wydłużenie kończyny barkowej
Kończyna przednia nietoperza wyróżnia się wydłużeniem jej szkieletu, które służy wsparciu błony nośnej. Porównawcze badania metodą hybrydyzacji in situ ujawniły poszerzoną ekspresję domeny fgf8 w szczytowym grzebieniu ektodermalnym kończyny barkowej nietoperza w porównaniu z myszą. Ponieważ nietoperze i mysie ortologi są konserwatywne, prawdopodobnie zaszła zmiana w regulacji fgf8. U myszy genem regulującym wzrost kończyn jest prx1, kodujący czynnik transkrypcyjny. Pozostaje on z kolei pod wpływem enhancera. W przypadku myszy regulacja wydaje się redundantna, gdyż w przypadku braku enhncera ekspresja prx1 nie odbiega od normy i tworzy się prawidłowa kończyna barkowa. Natomiast zastąpienie enhancera jego ortologiem pochodzącym od nietoperza (w badaniu wykorzystano liścionosa krótkoogoniastego) wiąże się ze zwiększoną ekspresją prx1. W efekcie powstają dłuższe kończyny. W porównaniu z myszą u nietoperza gen podlega zwiększonej ekspresji w obrębie płytki ręki. Gdy zastąpili nietoperzym enhancerem prx1 enhancer występujący u myszy, stworzone w ten sposób transgenicze myszy miały nieco powiększone przednie kończyny. Badania porównawcze pokazały, że palce nietoperzy wykazują wyższe tempo proliferacji chondrocytów. Poza apoptozą komórek między palcami wykazano wpływ BMP na proliferację chondrocytów i długość palców u myszy. Bmp-2 wykazuje zwiększoną i przedłużoną ekspresję w palcach nietoperzy w porównaniu z mysimi. Sugeruje to, że zmiany w gradiencie BMP przyczyniają się do wydłużenia palcy nietoperzy.

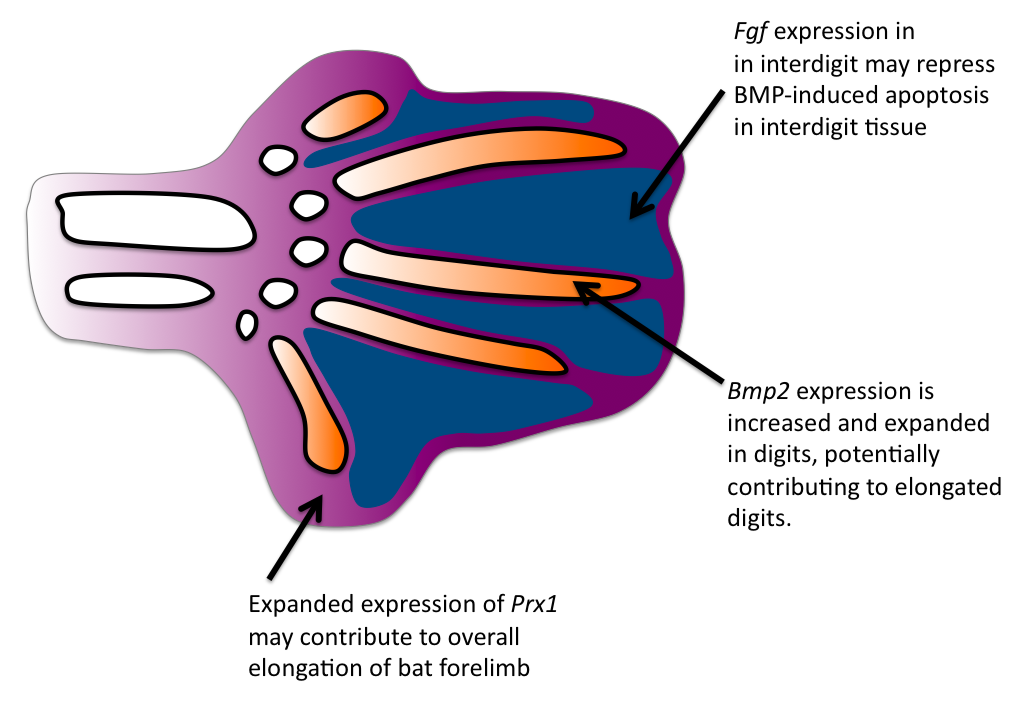
Poszerzone strefy ekspresji genów w rozwijających się skrzydłach nietoperzy potencjalnie przyczyniają się do zmian morfologicznych skrzydeł. Uproszczono

## Redukcja grubości
Inną dużą różnicą pomiędzy przednimi kończynami nietoperzy i innych ssaków jest grubość kości kończyn. Kości ich kończyn barkowych uległy redukcji, jako że lot wymaga lekkiej budowy ciała. W szczególności kość łokciowa uległa skróceniu i połączeniu w pojedynczy element szkieletu przedramienia z kością promieniową. Jeden z możliwych szlaków molekularnych zaangażowanych w redukcję szkieletu kończyn nietoperzy obejmuje różnice w ekspresji sonic hedgehog (SHH). Myszy z mutacją null shh tracą kość łokciową. Innym genem podejrzewanym o to, że odpowiada za tę redukcję kości jest Hox-d13, gen z rodziny Hox. Badania metodą hybrydyzacji in situ wykazały, że obszar, w którym następuje ekspresja Hoxd13 u nietoperzy uległ przemieszczeniu w tył w porównaniu z kończyną mysią. Obserwowana różnica między wzorcem ekspresji Hoxd13 może także wyjaśniać zmniejszone wielkość i gęstość kości łokciowej nietoperzy. Generalnie badania te wskazują, że zmiany na poziomie molekularnym odpowiedzialne za ewolucję skrzydeł u nietoperzy dotyczą genów regulatorowych.